# Reiner Reineccius
Pour les articles homonymes, voir Reineccius.
Reiner Reineccius (15 mai 1541 - 16 avril 1595) est un historien allemand.
Né à Steinheim dans la principauté épiscopale de Paderborn, il enseigna les belles-lettres et l'histoire à Francfort, puis à Helmstedt, et fut un des restaurateurs des études historiques en Allemagne. 
Il publia, sous le titre de Scriptores rerum germanicarum, les vieilles chroniques du moine Witikind, de Dithmar, d'Albert d'Aix, etc. (16 volumes publiés entre 1577 et 1580), et donna l'Historia Julia, histoire des Chaldéens et des Assyriens.

## Source
Marie-Nicolas Bouillet  et Alexis Chassang (dir.), « Reineccius » dans Dictionnaire universel d’histoire et de géographie, 1878 (lire sur Wikisource)